# Sulitjelmabanan
Sulitjelmabanan är en nedlagd och borttagen smalspårig järnväg, som gick mellan Finneid och gruvan i Sulitjelma i Fauske kommun, Nordlands fylke i Norge. Fullt utbyggd hade banan en längd av 36 kilometer och hade spårvidden 1 067 mm.

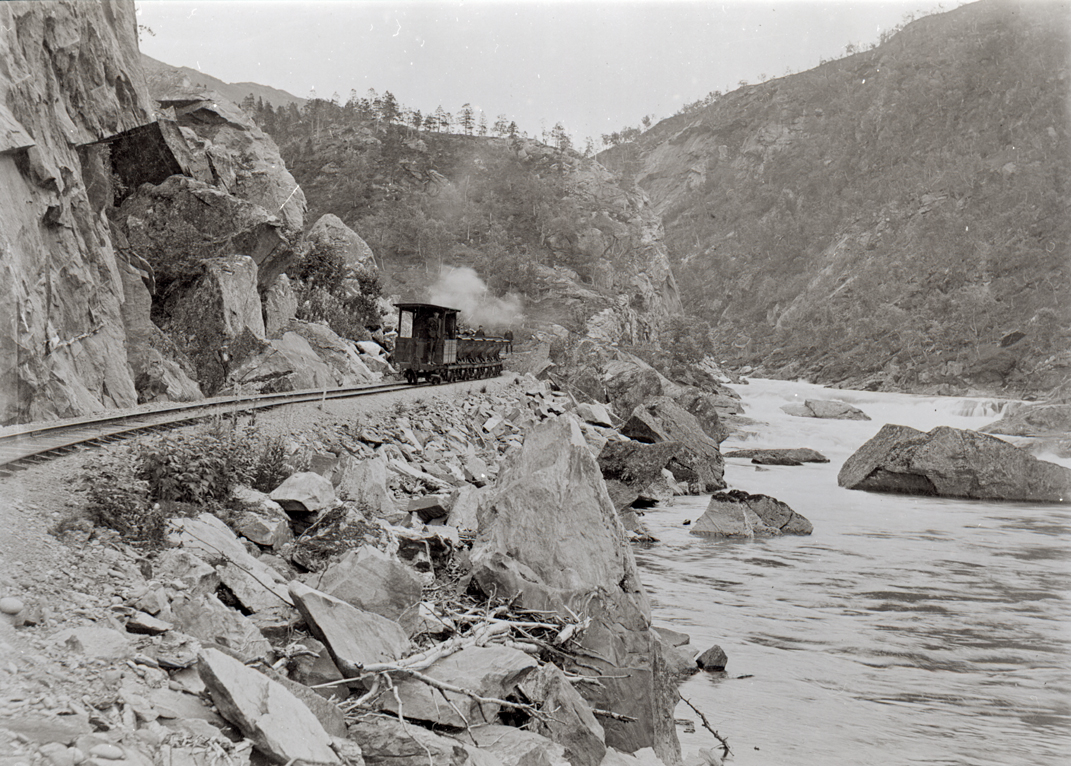
Litet tåg på Sullitjelmabanan

## Historia

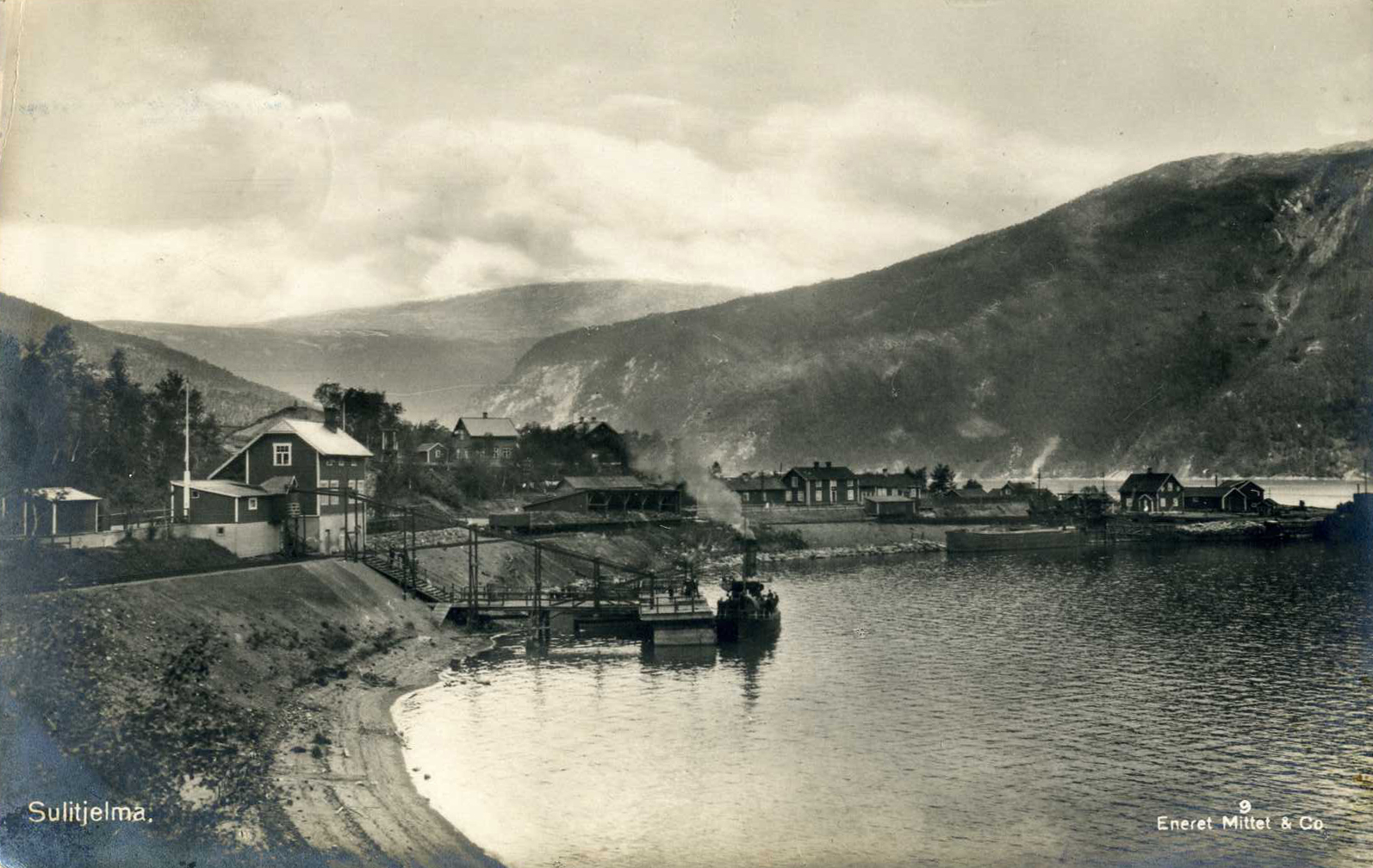
Stationen i Sjønstå. Här omlastades koppar och andra produkter från Sulitjelma.

Den första delen av banan var 10 km lång och byggdes 1892 mellan Sjønstå och Fossen, som båda ligger vid sjöar. Det var den första järnvägen i Nord-Norge, och den byggdes med en spårvidd på 750 mm. Banan byggdes för transporter som gruvorten Sulitjelma behövde, särskilt uttransport av gruvprodukter, men även intransport av förnödenheter, utrustning och annat som behövdes. Transporterna på övriga delar av sträckan mellan havet vid Fauske och gruvan utfördes med ångbåt på sjöarna. Båttrafiken ställdes dock in på vintern och godstransporten fick då ske med häst och släde. Gruvprodukterna lagrades tills båtarna kunde gå igen.
År 1915 förlängdes banan till Sulitjelma, vilket gjorde att det gick att transportera ut gruvprodukter under en större del av vintern och man slapp en omlastning. Samtidigt breddades banans spårvidd från 750 till 1 067 mm.
År 1956 förlängdes banan västerut till havet vid Finneid nära Fauske, för att slippa vinteravbrott och omlastning. Detta krävde tunnlar längs mer än hälften av den nya sträckan.
Sulitjelmabanan lades ned 1972. Den byggdes om till bilväg, numera länsväg 830.

## Lok

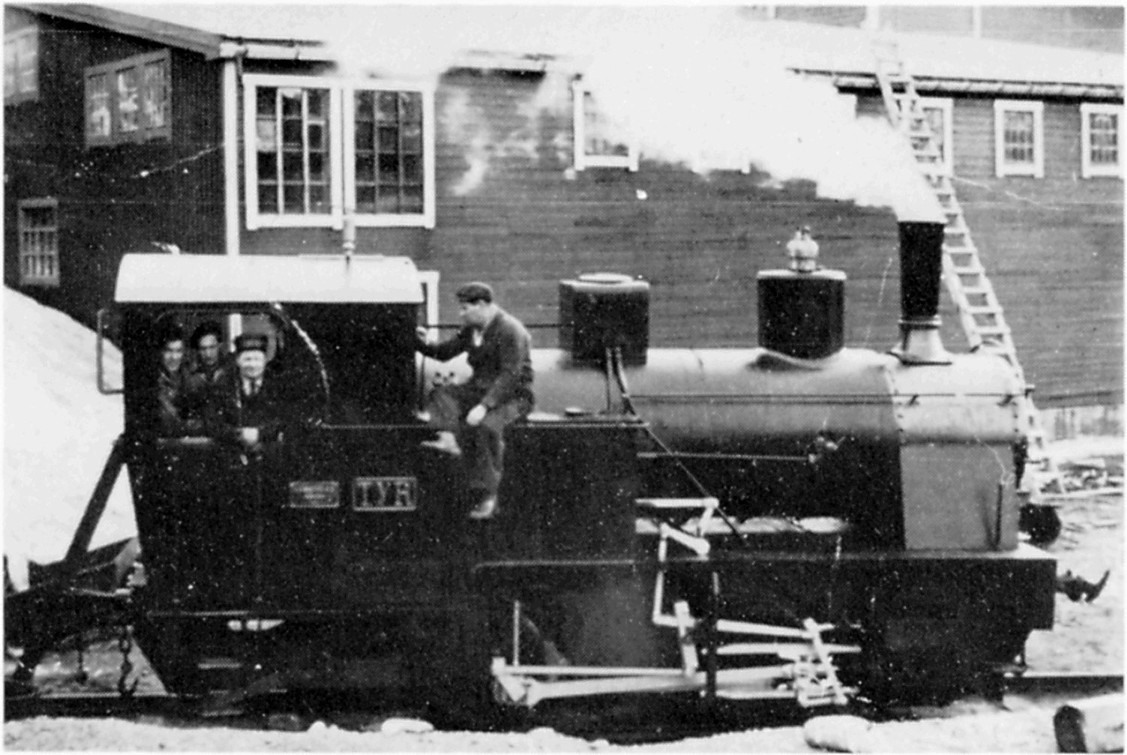
Loket TYR, 1950

Det första loket, som kallades "Loke", och systerloket "Tyr" byggdes av tyska Hannoversche Maschinenbau-Actiengesellschaft i Hannover-Linden. År 1918 byggdes de om från den ursprungliga spårvidden på 750 mm till 1 067 mm.
Loke står i dag på Norsk Jernbanemuseum i Hamar.
En personvagn anskaffades år 1893 och år 1903 köptes ytterligare ett lok som fick namnet "Odin". Ett år senare tillkom loken "Saulo" och "Sulitjelma".

## Galleri

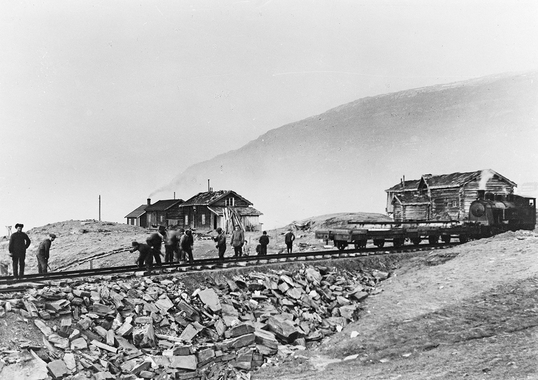
Skenläggning vid Reinhaugen.
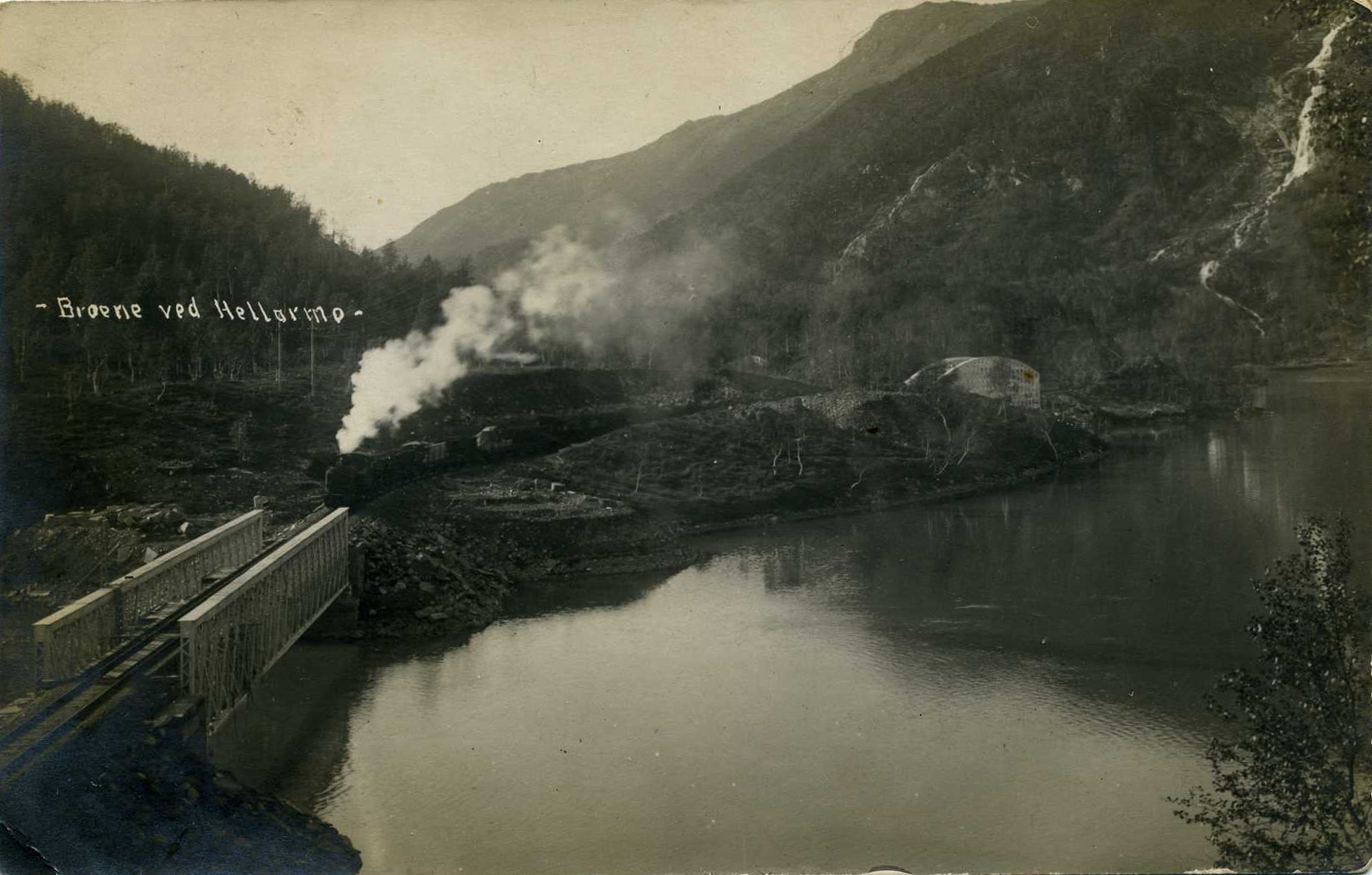
Ånglok vid Hellarmo, nära Langvatn
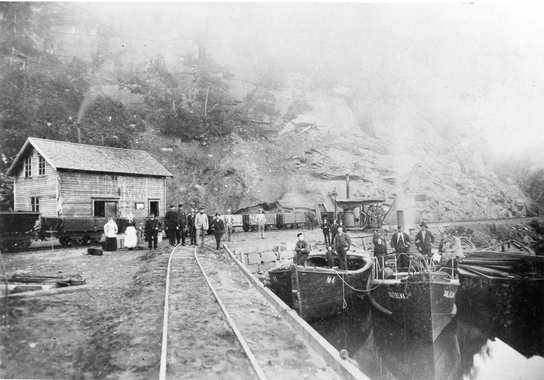
Hellarmo station var ändstation för Sulitjelmabanan i början.
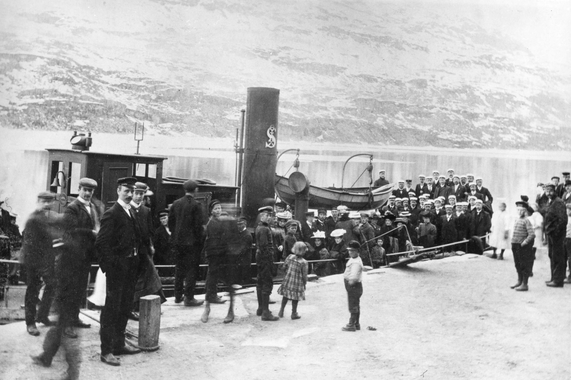
Sångkör på D/S «Sulitjelma I» vid kajen i Furulund, 1902.
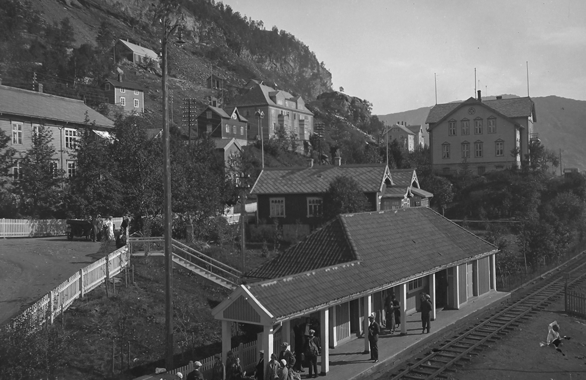
Stationen i Furulund.
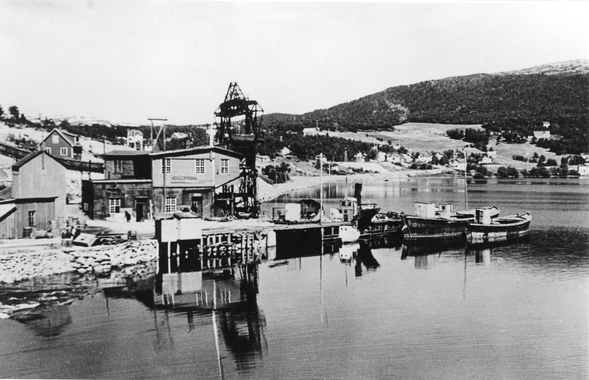
Lossningskajen för pråmar i Finneid.